# Mazda RX-3
O Mazda RX3 foi um modelo esportivo produzido pela empresa japonesa Mazda.